# Grylloblattella pravdini
Grylloblattella pravdini är en insektsart som först beskrevs av Sergey Storozhenko och Tatyana I. Oliger 1984.  Grylloblattella pravdini ingår i släktet Grylloblattella och familjen Grylloblattidae. Inga underarter finns listade i Catalogue of Life.